# بریدال ویل (کارولینای شمالی)
بریدال ویل (کارولینای شمالی) (به انگلیسی: Bridal Veil Falls (DuPont State Forest)) آبشاری است که در کارولینای شمالی، ایالات متحده آمریکا واقع شده و ارتفاع کلی ریزشگاه آن ۱۲۰ فوت (۳۷ متر) است.